# Páva csillagkép

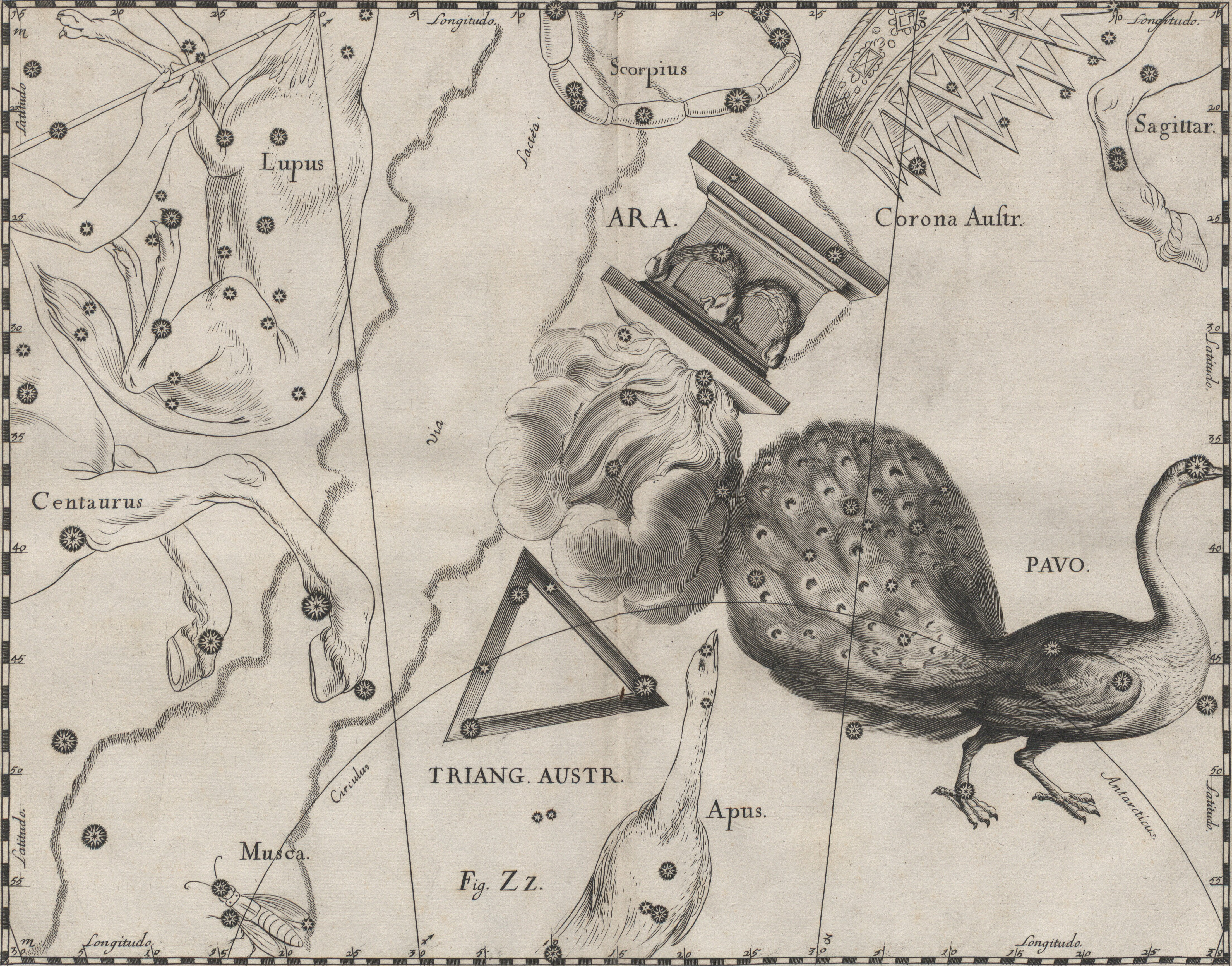
A Páva csillagkép rajza a Heveliusban

A Páva (latin: Pavo) egy csillagkép.

## Története, mitológia
A Páva egyike annak a tizenkét csillagképnek, amelyet Pieter Dirkszoon Keyser és Frederick de Houtman holland hajósok vezettek be a 16. században. A csillagképet Johann Bayer német jogász, csillagászati térképész jelentette meg először az Uranometria című művében.
A görög-római mitológia szerint a páva Héra istennő kedvenc madara volt.

## Látnivalók

### Csillagok
- α Pavonis - Peacock (Pávakakas), 180 fényév távolságra lévő, kék színű (B0.5V), 1,94m fényrendű kettőscsillag (B0.5V + B2V színképosztály) a Távcső csillagkép és a Hindu csillagkép határán.
- δ Pav: a Naphoz hasonló, a Földtől 19 fényévnyi távolságra lévő, 3,6 magnitúdós csillag.
- φ2 Pav: szintén a Naphoz hasonló, 80 fényév távolságra lévő csillag, valószínűleg bolygója is van.

### Kettőscsillag
- ξ Pav: egy negyedrendű vörös óriásból és egy nyolc magnitúdós kísérőből álló szoros kettőscsillag. A halvány kísérő megtalálásához legalább közepes nyílású távcső szükséges.

### Mélyég-objektumok
- NGC 6752 gömbhalmaz
- NGC 6744 spirálgalaxis

## Fordítás
- Ez a szócikk részben vagy egészben  a    Pavo (constellation) című angol Wikipédia-szócikk fordításán alapul.  Az eredeti cikk szerkesztőit annak laptörténete sorolja fel. Ez a jelzés csupán a megfogalmazás eredetét és a szerzői jogokat jelzi, nem szolgál a cikkben szereplő információk forrásmegjelöléseként.